# John Tucker doit mourir
Pour plus de détails, voir Fiche technique et Distribution.
John Tucker doit mourir (John Tucker Must Die) est un film américain de Betty Thomas sorti en 2006.

## Synopsis
Heather (Ashanti), Beth (Sophia Bush) et Carrie (Arielle Kebbel) sont les reines du lycée. Lorsque les trois beautés se rendent compte que John Tucker (Jesse Metcalfe), le séduisant capitaine de l'équipe de basket, sort avec chacune d'elles dans le dos des autres, c'est la guerre. Résolues à détruire le tombeur, elles essaient d'abord de le rendre impopulaire, mais toutes leurs tentatives ne produisent que l'effet inverse. Au comble de la rage, elles décident de ne plus s'en prendre à sa réputation, mais à son cœur... Le plan est simple : il leur faut un appât. Ce sera Kate (Brittany Snow), la nouvelle, qui pour se faire enfin des amies va accepter de tremper dans le sinistre complot qu'elles préparent méticuleusement ensemble. Comme prévu, John Tucker tombe sous le charme d'une Kate téléguidée ; comme prévu, Kate résiste. Les trois furies savourent leur victoire annoncée, mais leur machination va légèrement déraper...

## Fiche technique
- Titre : John Tucker doit mourir
- Titre original : John Tucker must die
- Réalisation : Betty Thomas
- Scénario : Jeff Lowell
- Musique : Richard Gibbs
- Supervision de la musique : Michael J. Benavente et Tricia Linklater
- Directeur de la photographie : Anthony B. Richmond
- Montage : Matthew Friedman
- Direction artistique : Bo Johnson
- Décors : Marcia Hinds
  - Décors de plateau : Tedd Kuchera
- Costumes : Alexandra Welker
- Producteurs : Michael Birnbaum et Bob Cooper
  - Coproductrices : Steve Rubenstein
  - Producteur exécutif : Marc S. Fischer et Karen Lunder
- Sociétés de production : 20th Century Fox, Landscape Entertainment, Dune Entertainment, Major Studio Partners et John US Productions
- Société de distribution : 20th Century Fox
- Budget : 18 millions de dollarsUS
- Pays :  États-Unis
- Langue : anglais
- Format : couleur – 35mm, cinéma numérique – 1,85:1 — son Dolby Digital, Digital Theater System et SDDS
- Durée : 89 minutes
- Genre : Comédie romantique

### Dates de sortie
Liste des dates de sortie en salles classées par ordre chronologique :
- Canada : 28 juillet 2006
- Royaume-Uni,  Irlande et  Suède : 18 août 2006
- Lettonie : 1er septembre 2006
- Australie : 7 septembre 2006
- Singapour : 21 septembre 2006
- Islande et  Pologne : 22 septembre 2006
- Estonie : 6 octobre 2006
- Philippines : 11 octobre 2006
- Malaisie : 12 octobre 2006
- Hongrie et Slovénie : 19 octobre 2006
- Grèce : 26 octobre 2006
- Lituanie : 27 octobre 2006
- France : 1er novembre 2006
- Russie et  Ukraine : 2 novembre 2006
- Égypte : 29 novembre 2006
- Belgique : 3 janvier 2007
- Allemagne : 18 janvier 2007
- Norvège : 19 janvier 2007
- Finlande : 26 janvier 2007 (Première de la sortie DVD)
- Espagne : 9 février 2007
- Argentine : 21 février 2007 (Première de la sortie DVD)
- Pays-Bas : 1er mai 2007 (Première de la sortie DVD)
- Italie : 20 juillet 2007
- Japon : 7 septembre 2007 (Première de la sortie DVD)

## Distribution
- Jesse Metcalfe (VFB : Marc Weiss ; VQ : Nicholas Savard L'Herbier) : John Tucker
- Brittany Snow (VFB : Coralie Vanderlinden ; VQ : Catherine Bonneau) : Kate
- Ashanti (VFB : Marielle Ostrowski ; VQ : Camille Cyr-Desmarais) : Heather
- Sophia Bush (VFB : Maïa Baran ; VQ : Catherine Proulx-Lemay) : Beth
- Arielle Kebbel (VFB : Marie Ermengen ; VQ : Geneviève Désilets) : Carrie
- Penn Badgley (VFB : Mathieu Moreau ; VQ : Joël Legendre) : Scott Tucker
- Jenny McCarthy (VFB : Carole Baillien ; VQ : Élise Bertrand) : Lori
- Fatso-Fasano (VQ : Tristan Harvey): Tommy
- Patricia Drake (VQ : Carole Chatel) : Coach Williams
- Kevin McNulty : Coach de basketball
- Taylor Kitsch : Justin
- Nicole LaPlaca : Molly
- Woody Jeffreys : Helmut
- Samantha Mcleod : Holly
- Nicole Fraissinet : Nancy
- Amber Borycki : Jennifer
- Mehgan Ory : Jill
- Chelan Simmons : La serveuse

## Autour du film
- Bien que situé sur la côte Pacifique américaine, John Tucker doit mourir a été en majeure partie tourné à Vancouver. Le Collège d'enseignement général Heritage Woods a été choisi pour devenir le campus de l'histoire. Le tout nouveau bâtiment, situé à Port Moody, à juste 30 minutes du centre de Vancouver, correspondait idéalement. La bibliothèque, la classe de sciences, le gymnase, la cafétéria, le hall, le vestiaire et les dépendances extérieures ont accueilli les prises de vues[2].

## Récompenses
Sophia Bush remportera lors de la célèbre cérémonie des Teen Choice Awards, l'award de la meilleure actrice dans un film comique pour son rôle de Beth en 2006.